# Schönau (Pfalz)
Schönau (Pfalz) är en kommun och ort i Landkreis Südwestpfalz i förbundslandet Rheinland-Pfalz i Tyskland.
Kommunen ingår i kommunalförbundet Verbandsgemeinde Dahner Felsenland tillsammans med ytterligare 14 kommuner.